# Хактин, Рут
Рут Хактин (Фейгина) (18 декабря 1901, Сосница, Черниговская губерния — 14 июля 1991, Эйн-Харод, Израиль) — израильский политический деятель.

## Биография
Родилась в местечке Сосница в семье Ноаха и Нехамы Фейгиных. Получила среднее образование. Активно участвовала в Сионистской социалистической партии в Российской империи.
В 1924 эмигрировала в Эрец-Исраэль. Член кибуца Тель-Иосеф. Была членом партии «Ахдут ха-Авода». В 1930 одна из основателей партии МАПАЙ.
После Второй мировой войны была направлена в Италию для работы с пострадавшими в войне и в Катастрофе евреями (1946—1948).
В 1948 одна из основателей партии МАПАМ. Состояла в руководстве женской организации партии «Авода» (НААМАТ). Входила в Центральную контрольную комиссии Гистадрута. Депутат кнессета 3-6-го созывов (1955—1969). Зам. председателя кнессета 6-го созыва.